# What a Wonderful World (film)
What a Wonderful World (rum. Ce lume minunată) – mołdawski dramat filmowy z 2014 roku w reżyserii Anatola Durbali, będący jego pełnometrażowym debiutem fabularnym.

## Fabuła
Akcja filmu rozgrywa się podczas autentycznych zamieszek z kwietnia 2009 roku, których powodem były fałszerstwa wyborcze komunistycznych władz. 22-letni student Petru przylatuje z Bostonu na Święta Wielkanocne do rodzinnego Kiszyniowa, gdzie znienacka znajduje się w samym środku historycznych wydarzeń. Klasyczny wątek pechowego bohatera, który pojawia się w złym miejscu i czasie, został tu połączony z przebudzeniem młodego pokolenia, stanowczo domagającego się prozachodnich reform i odrzucającego skorumpowaną władzę.

## Obsada
- Igor Babiac – Petru
- Sergiu Bitcă – Batca
- Igor Caras-Romanov – major
- Ana Daud
- Tudor Tărnă – kierowca
- Giovanina Strămbeanu – sąsiadka
- Elena Mocanu – Fata
- Ion Grosu – kapitan
- Nicu Suveică – policjant-kibic
- Artiom Preciun – Vasioc
- Doriana Zubcu-Marginean – Viorica[2]

## Produkcja
Zdjęcia kręcono w Kiszyniowie.

## Nagrody i nominacje
Obraz miał swoją światową premierę w ramach Konkursu 1-2 na 30. Warszawskim Międzynarodowym Festiwalu Filmowym, gdzie zdobył Nagrodę FIPRESCI dla najlepszego debiutu reżyserskiego z Europy Wschodniej. Rok później otrzymał trzy nagrody na Festiwalu Kina Niezależnego w Bostonie.
Pomimo niewątpliwych szans na nominację, film nie został zgłoszony przez Mołdawię do nagrody Oscara dla najlepszego filmu nieanglojęzycznego, chociaż kraj ten w poprzednich dwóch latach wystawił swojego kandydata. Uważa się, że powodem tej kontrowersyjnej decyzji było silnie polityczne przesłanie dzieła, które miało ośmieszać skorumpowanie miejscowych władz i piętnować brutalność tamtejszej policji.